# Condes, Haute-Marne
Condes là một xã thuộc tỉnh Haute-Marne trong vùng Grand Est đông bắc nước Pháp.